# Nodul rutier Collégien
Nodul rutier de la Collégien este un nod rutier situat pe teritoriul comunelor Collégien și Croissy-Beaubourg, în zona Marne-la-Vallée, în departamentul Seine-et-Marne. Este alcătuit dintr-un ansamblu de bretele și un sens giratoriu. Nodul permite conexiunea între autostrada A4 și autostrada A104, precum și accesul către localitățile Collégien și Croissy-Beaubourg.

## Drumuri deservite
- A4: axa Paris – Strasbourg;
- A104: către nordul Parisului;
- RD 471 (fosta RN 371): către Tournan-en-Brie și Meulin;
- RD 406 (fosta RN 303): asigură accesul către Collégien și Croissy-Beaubourg.